# Contea di Tongxu
La contea di Tongxu (通许县S, Tōngxǔ XiànP) è una contea della Cina, situata nella provincia di Henan e amministrata dalla prefettura di Kaifeng.